# Giarre Calcio 1993-1994
Questa pagina raccoglie le informazioni riguardanti il Giarre Calcio nelle competizioni ufficiali della stagione 1993-1994.

## Rosa
| N. |                   | Ruolo | Calciatore           |
| -- | ----------------- | ----- | -------------------- |
|    | Italia (bandiera) | D     | Simone Airoldi       |
|    | Italia (bandiera) | D     | Claudio Bazeu        |
|    | Italia (bandiera) | D     | Giorgio Bertolone    |
|    | Italia (bandiera) | A     | Marco Bruzzano       |
|    | Italia (bandiera) | C     | Antonio Bucciarelli  |
|    | Italia (bandiera) | D     | Alessandro Castagna  |
|    | Italia (bandiera) | P     | Alessandro Cesaretti |
|    | Italia (bandiera) | A     | Nicola Coppola       |
|    | Italia (bandiera) | D     | Filippo Dal Moro     |
|    | Italia (bandiera) | A     | Massimo De Angelis   |
|    | Italia (bandiera) | P     | Antonio Efficie      |
|    | Italia (bandiera) | C     | Augusto Gabriele     |
|    | Italia (bandiera) | C     | Salvatore Galvagna   |
|    | Italia (bandiera) | P     | Salvatore Garro      |
|    | Italia (bandiera) |       | Gazzè                |
|    | Italia (bandiera) | A     | Manolo Gennari       |
|    | Italia (bandiera) | C     | Luigi Incitti        |
|    | Italia (bandiera) | D     | Alessandro Lenisa    |

| N. |                   | Ruolo | Calciatore          |
| -- | ----------------- | ----- | ------------------- |
|    | Italia (bandiera) | A     | Francesco Macrì     |
|    | Italia (bandiera) |       | Marino              |
|    | Italia (bandiera) | D     | Mauro Mayer         |
|    | Italia (bandiera) | C     | Melegari            |
|    | Italia (bandiera) | A     | Massimiliano Memmo  |
|    | Italia (bandiera) | D     | Fabio Mosca         |
|    | Italia (bandiera) |       | Mosca               |
|    | Italia (bandiera) | C     | Giorgio Olivari     |
|    | Italia (bandiera) | C     | Luigi Riccio        |
|    | Italia (bandiera) |       | Rione               |
|    | Italia (bandiera) |       | Salsetta            |
|    | Italia (bandiera) | P     | Orazio Sapienza     |
|    | Italia (bandiera) | C     | Sandro Susi         |
|    | Italia (bandiera) |       | Tavolieri           |
|    | Italia (bandiera) | C     | Giuseppe Tramontana |
|    | Italia (bandiera) | C     | Gianluca Tronto     |
|    | Italia (bandiera) | D     | Michele Zeoli       |

## Risultati

### Campionato

#### Girone di andata
| 12 settembre 1993 1ª giornata | Giarre | 0 – 0 | Chieti |  |

| 19 settembre 1993 2ª giornata | Juventus Stabia | 3 – 1 | Giarre |  |

| 26 settembre 1993 3ª giornata | Giarre | 0 – 2 | Reggina |  |

| 3 ottobre 1993 4ª giornata | Avellino | 0 – 0 | Giarre |  |

| 10 ottobre 1993 5ª giornata | Casarano | 3 – 0 | Giarre |  |

| 17 ottobre 1993 6ª giornata | Giarre | 1 – 1 | Leonzio |  |

| 24 ottobre 1993 7ª giornata | Matera | 0 – 0 | Giarre |  |

| 31 ottobre 1993 8ª giornata | Giarre | 0 – 1 | Siena |  |

| 7 novembre 1993 9ª giornata | Giarre | 0 – 0 | Salernitana |  |

| 14 novembre 1993 10ª giornata | Sambenedettese | 5 – 0 | Giarre |  |

| 21 novembre 1993 11ª giornata | Giarre | 0 – 2 | Ischia Isolaverde |  |

| 28 novembre 1993 12ª giornata | Lodigiani | 2 – 2 | Giarre |  |

| 5 dicembre 1993 13ª giornata | Giarre | 0 – 0 | Siracusa |  |

| 12 dicembre 1993 14ª giornata | Barletta | 1 – 1 | Giarre |  |

| 19 dicembre 1993 15ª giornata | Giarre | 1 – 2 | Perugia |  |

| 24 dicembre 1993 16ª giornata | Potenza | 1 – 0 | Giarre |  |

| 16 gennaio 1994 17ª giornata | Giarre | 3 – 1 | Nola |  |

#### Girone di ritorno
| 23 gennaio 1994 18ª giornata | Chieti | 0 – 0 | Giarre |  |

| 30 gennaio 1994 19ª giornata | Giarre | 0 – 0 | Juventus Stabia |  |

| 6 febbraio 1994 20ª giornata | Reggina | 2 – 0 | Giarre |  |

| 13 febbraio 1994 21ª giornata | Giarre | 0 – 0 | Avellino |  |

| 20 febbraio 1994 22ª giornata | Giarre | 1 – 0 | Casarano |  |

| 6 marzo 1994 23ª giornata | Leonzio | 1 – 1 | Giarre |  |

| 13 marzo 1994 24ª giornata | Giarre | 0 – 1 | Matera |  |

| 20 marzo 1994 25ª giornata | Siena | 2 – 0 | Giarre |  |

| 27 marzo 1994 26ª giornata | Salernitana | 5 – 1 | Giarre |  |

| 10 aprile 1994 27ª giornata | Giarre | 0 – 0 | Sambenedettese |  |

| 17 aprile 1994 28ª giornata | Ischia Isolaverde | 1 – 0 | Giarre |  |

| 24 aprile 1994 29ª giornata | Giarre | 1 – 2 | Lodigiani |  |

| 1º maggio 1994 30ª giornata | Siracusa | 1 – 1 | Giarre |  |

| 8 maggio 1994 31ª giornata | Giarre | 0 – 0 | Barletta |  |

| 15 maggio 1994 32ª giornata | Perugia | 2 – 0 | Giarre |  |

| 22 maggio 1994 33ª giornata | Giarre | 1 – 2 | Invicta Potenza |  |

| 29 maggio 1994 34ª giornata | Nola | 2 – 1 | Giarre |  |